# 韦尔内日
韦尔内日（法語：Verneiges，法語發音：[vɛʁnɛʒ]）是法国克勒兹省的一个市镇，位于该省东北部，属于欧比松区。

## 地理
韦尔内日（46°16'6"N, 2°20'16"E）面积7.59 平方千米，位于法国新阿基坦大区克勒兹省，该省份为法国中部省份，位于法國中央高原西北部，北起安德尔省和谢尔省，西接维埃纳省，南至科雷兹省，东临多姆山省，东北与阿列省接壤。
与韦尔内日接壤的市镇（或旧市镇、城区）包括：欧日、博尔圣乔治、莱波、努昂、苏芒。
韦尔内日的时区为UTC+01:00、UTC+02:00（夏令时）。

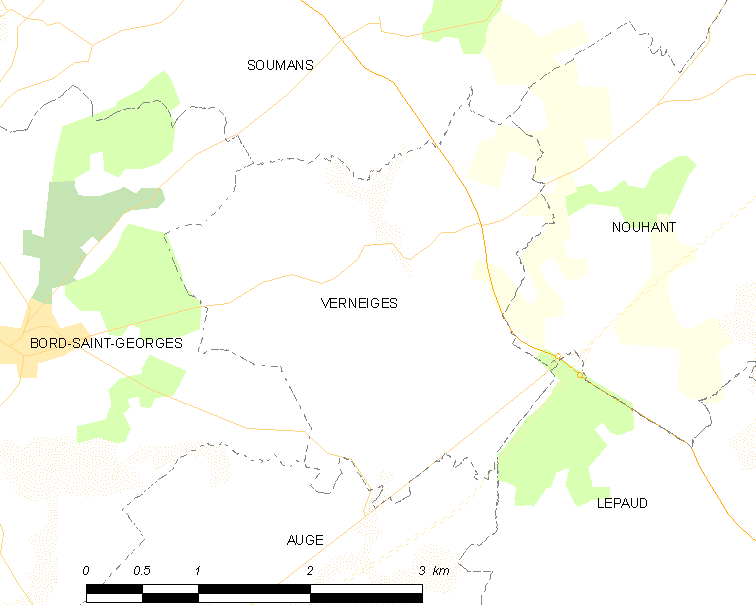
韦尔内日的OSM定位图

## 行政
韦尔内日的邮政编码为23170，INSEE市镇编码为23259。

## 政治
韦尔内日所属的省级选区为埃沃莱班县。

## 交通
法国国道N145线经过境内东南部。

## 人口

1962-2008年间韦尔内日人口变化图示

韦尔内日于2022年1月1日时的人口数量为124人。